# Ostalgie

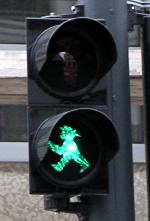
Semàfor de l'Alemanya oriental amb els característics caminar decidit i barret del vianant (Ampelmann).

L'Ostalgie (en català: Estàlgia) és un mot alemany que fa referència a la nostàlgia envers la vida a l'antiga Alemanya de l'Est. Lingüísticament, és un joc de paraules entre els mots alemanys Ost (est) i Nostalgie (nostàlgia). El concepte és emprat sense implicar connotacions positives ni negatives (i no comporta doncs simpatia amb el comunisme).
L'Ostalgie sorgeix entre d'altres arran d'una pèrdua d'identitat entre les persones que vivien a la RDA abans de la reunificació d'Alemanya el 1989: Després de la caiguda del mur de Berlín, la majoria de reiminiscències de l'antic règim comunista desaparegueren, i la majoria de ciutadans de l'antiga Alemanya de l'Est s'afanyaren a adoptar les noves llibertats política i econòmica. Així i tot, el pas del temps una nostàlgia envers certs aspectes de les seves antigues vides sorgí, naixent l'Ostalgie.
Lluny però de ser un simple fenomen sociològic entre habitants de l'est, l'Ostalgie ha esdevingut una moda, amb l'aparició de diversos programes a les televisions alemanyes dedicades al tema, pel·lícules (Good Bye, Lenin!; Sonnenallee) i la distribució de productes de l'Alemanya de l'Est que desaparegueren del mercat un cert temps i hi han estat reintroduïdes (per empreses no necessàriament de l'est), des de menjar fins a música i vídeos.
El culte als cotxes Trabant o els característics semàfors de l'Alemanya de l'Est (Ampelmännchen) en són altres exemples característics.
L'equivalent alemany-occidental de l'Ostalgie és la Westalgie, consistent en la nostàlgia envers la vida a l'antiga República Federal d'Alemanya (abans de la reunificació).

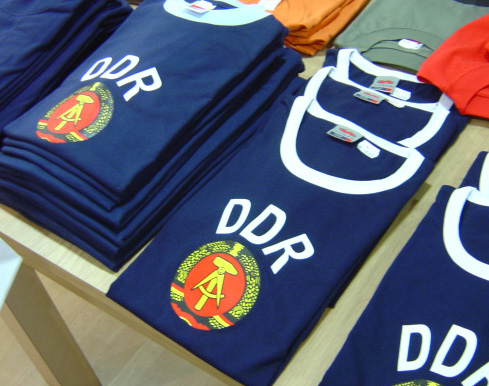
Venda de samarretes amb l'escut de l'antiga RDA (Berlín, any 2004).